# Саранди (Аргентина)
Саранди (исп. Sarandí) — поселение в Аргентине в провинции Буэнос-Айрес. Часть агломерации Большой Буэнос-Айрес. Название происходит от кустов Цветоголовника (исп. sarandí), большие заросли которого в этих местах впечатлили испанских первооткрывателей в XVI веке.

## История
В 1872 году здесь прошла железная дорога и была построена станция «Хенераль-Митре» (в 1906 году переименованная в «Саранди»), тогда же было основано поселение.

## Спорт
Саранди знаменит футбольным клубом «Арсенал», который в 2012 году был чемпионом Аргентины.